# Mayckol Guaipe
Mayckol Martin Guaipe Vicent (né le 11 août 1990 à Barcelona, Anzoátegui, Venezuela) est un lanceur de relève droitier qui a joué pour les Mariners de Seattle dans la Ligue majeure de baseball en 2015 et 2016.

## Carrière
Mayckol Guaipe signe son premier contrat professionnel à l'âge de 16 ans, en octobre 2006 avec les Mariners de Seattle. Il débute dans les ligues mineures en 2007 comme lanceur partant avant de devenir lanceur de relève en 2013, alors qu'il évolue au niveau A+ des mineures chez les Mavericks de High Desert.
Il fait ses débuts dans le baseball majeur avec les Mariners de Seattle en lançant deux manches et un tiers sans accorder de point ni de coup sûr aux Yankees de New York le 1er juin 2015.